# Aernout van Buchel
Aernout van Buchel, o Arend Buchel o Arnoldus Buchelius (Utrecht, 18 marzo 1565 – Utrecht, 15 luglio 1641), è stato uno scrittore e disegnatore olandese del secolo d'oro.

## Biografia

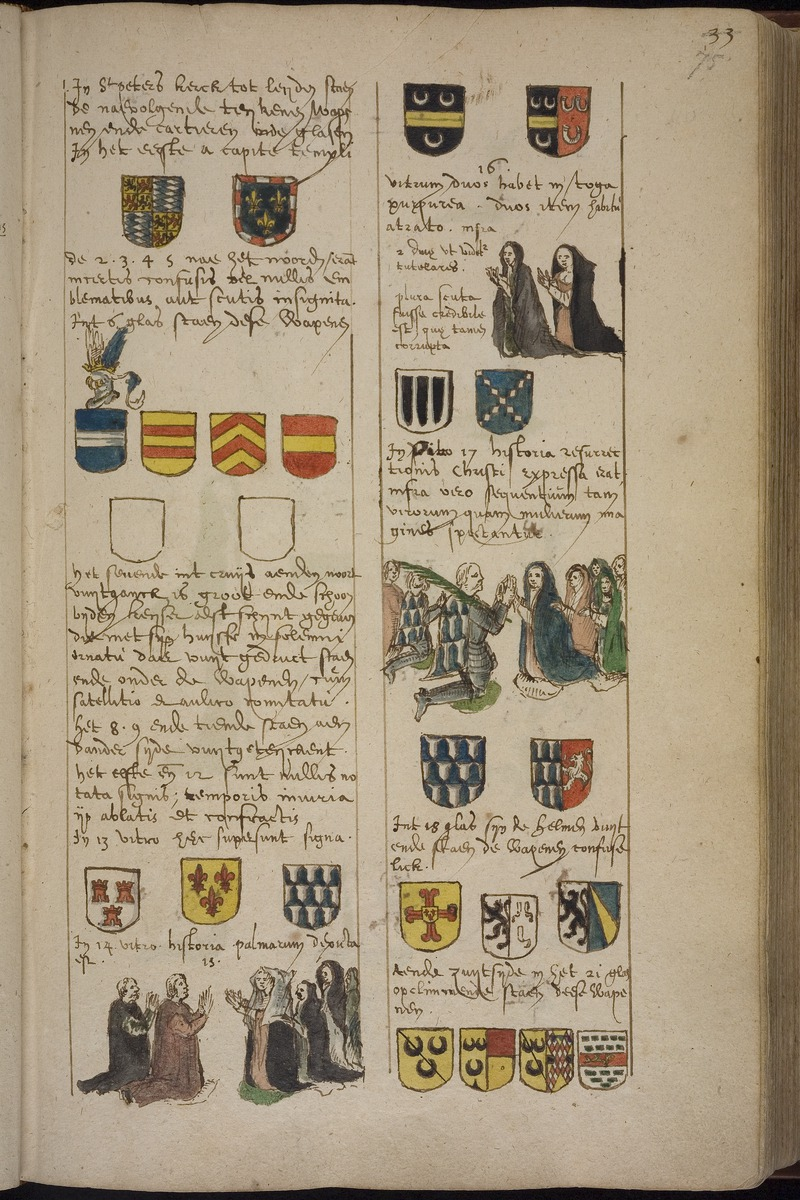
Pagina 75 dell'opera Inscriptiones, rappresentante la finestra istoriata nella St. Pieterskerk di Leida (1641)

Figlio del canonico di S.Pietro a Utrecht, Arend van Buchel, e di Brigitta Evertsen, studiò dapprima a casa e poi, dal 1574, presso la Hieronymusschool nella sua città natale. Si trasferì col padre ad Arnhem nel 1576 e qui studiò presso la scuola latina. Nel dicembre 1578 fu di nuovo a Utrecht, dove riprese a studiare presso la Hieronymusschool. Nel settembre 1581 lasciò questa scuola e prese lezioni di matematica e francese. Il 7 maggio 1583 si iscrisse alla facoltà di letteratura a Leida, ma vi rimase solo per breve tempo, infatti nel febbraio 1584 s'iscrisse all'Università di Douai. Viaggiò in Francia, il 28 giugno 1585 partì infatti per Parigi, dove entrò in contatto con vari studiosi, in particolare archeologi, in Germania, dove rimase alcuni mesi dall'aprile 1587 visitando le regioni settentrionali e, lungo il Reno, Colonia, e in Italia, passando per Francoforte, Augusta e Innsbruck. Il 9 novembre 1587 giunse a Roma, dove studiò i monumenti antichi e dove rimase fino al 7 marzo 1588. Ritornato a Utrecht il 12 luglio dello stesso anno, non abbandonò più la sua città natale se non per brevi periodi, durante i quali visse in altre città olandesi e fece un viaggio in Germania. Nel giugno 1590 sostituì Walraven van Brederode nella sua carica di segretario all'Aia, ma nel marzo 1591 si dimise e ritornò a Utrecht. Ripresi seriamente gli studi di legge, ottenne il dottorato a Leida nel febbraio 1593. Il 6 maggio dello stesso anno sposò Klaasje van Voorst, vedova di Valentijn van der Voort. Fu procuratore a Utrecht, antiquario, umanista. Educato da cattolico, aderì alla Riforma protestante. Dopo la morte della sua unica figlia nel 1611, si ritirò dalla vita pubblica e si dedicò completamente agli studi, ad eccezione nel periodo 1619-1621, durante il quale diresse la sezione di Utrecht della Compagnia olandese delle Indie orientali. Ricevette visite di studiosi ed artisti ed intrattenne corrispondenza con molti di essi, tra cui Samuel Ampzing, Petrus Scriverius, Merula, Giuseppe Giusto Scaligero, Daniel Heinsius, Filippo Cluverio, Johan Isaksson Pontanus, Gerhard Johannes Voss, Johannes de Laet, Pieter Bockenberg, Jan van Beverwijk, Caspar van Baerle, Goudhoeven. Famosa era la sua vasta biblioteca, che fu venduta all'asta dopo la sua morte nel maggio 1642.
Buchel scrisse molto, ma pubblicò pochi testi. Lavorò per anni alla realizzazione delle Cronache dei Beka e Heda. Ma lo scoppiò della Guerra dei trent'anni comportò la perdita di molto materiale, oltre all'interruzione del rapporto di collaborazione con Bernardus Furmerius e Jan Gruter. Al periodo parigino, si deve una sua descrizione della città. Scrisse anche la De episcopis Ultraiectinis recogniti et notis historicis illustrati ab A. Buchelio, accedunt L. Hortensii secessionum Ultraiectinarum libri ei Suffridi Petri Appendix ad Historiam Ultraiectinam (Utrecht, 1643), opera ormai obsoleta, ma utilizzata per tre secoli. Altre sue opere furono Descriptio urbis Rheno-Traiectinae, aliaque ad res praesertim Traiectinas spectantia, excerpta ex inedito MS Arnoldi Buchelii diario, Monumenta passim in templis ac monasteriis Trajectinae urbis atque agri inventa.
Curò, inoltre, le raccolte "Vitae eruditorum Belgicorum", "Adversaria de vitis illustrium feminarum", "Descriptio urbis Ultraiectinae; de veteri regimine eius provinciae diatribe", "De Durdrechto, eius nomine, origine, antiquitate, fundatore et progressu, excerpta ad doctum virum Gerardum Vossium", "De Rheni obstructione apud Catvicos", una descrizione dei nomi del Mar Baltico, "Descriptio florum, fructuum, herbarum a Chr. Passaeo jun. in aere incisorum", "Appendix atlanti Gerhardi Mercatoris a Jodoco Hondio".
Ma la sua opera principale fu Diarium, un diario di grande importanza per la comprensione delle popolazioni e degli stati, conservato presso la Biblioteca dell'Università di Utrecht.
Conosceva il greco e scriveva correntemente in latino, sia in versi che in prosa. Eccelse soprattutto in araldica, nella storia dell'età antica ed olandese, in particolare si adoperò per tracciare e chiarire gli eventi oscuri del Medioevo nel suo paese.
Aernout van Buchel collaborò con Crispijn van de Passe.
Subì la sua influenza Johannes de Witt.